# Sans défense (roman)
Pour les articles homonymes, voir Sans défense (homonymie).
Sans défense (Home) est un roman policier américain de Harlan Coben publié en 2016. C'est le onzième roman de Harlan Coben dont le héros est Myron Bolitar, qui revient à son personnage principal après trois romans policiers pour adolescents centrés sur Mickey Bolitar, le neveu du premier.
Le roman est traduit en français en 2017 par Roxane Azimi et paraît chez France Loisirs avant sa publication aux éditions Belfond prévue pour mars 2018. 

## Résumé
Windsor "Win" Horne Lockwood, ami de longue date de Myron Bolitar, appelle son ami à l'aide après plus d'un an de cavale à travers le monde : à la suite d'un courriel anonyme, il pense avoir retrouvé Patrick Moore, un adolescent de 16 ans enlevé dix ans auparavant avec Rhys Baldwin, le fils d'une de ses cousines, mais à sa rencontre dans les quartiers mal famés de Londres, il a dû tuer trois délinquants et Patrick a fui. Myron Bolitar accourt pour retrouver son ami, mettant en suspens les préparatifs de son mariage avec Terese Collins.
En reprenant l'enquête, Myron et Win vont vite voir que les circonstances de l'enlèvement sont troubles et que Patrick cache une partie de la vérité.

## Personnages
- Myron Bolitar : ex-agent sportif, fondateur de MB Sports, devenue MB Reps depuis qu'ils ont commencé à travailler avec les acteurs de cinéma, c'est un ancien basketteur de haut niveau. Il a dû mettre un terme à sa carrière à la suite d'une blessure au genou. Ancien agent du FBI, il est spécialiste des arts martiaux.

- Windsor Horne Lockwood : 3e du nom surnommé « Win », ami depuis l'université avec Myron qui revient dans sa vie après un an de cavale. Ils font équipe pour les enquêtes. Féru d'arts martiaux, au tempérament glacial, il aime la justice et peut se montrer violent envers ceux qui ne la respectent pas.

- Esperanza Diaz : ancienne catcheuse professionnelle sous le nom de « Petite Pocahontas », d'origine hispanique, elle est petite et athlétique.

- Big Cyndi : amie de Esperanza, ancienne catcheuse professionnelle sous le nom de « Big Chief Mama ». Un mètre quatre-vingt dix pour cent cinquante kilos. Elle aide au secrétariat quand Esperanza est débordée.

- Terese Collins : présentatrice du journal télévisé, elle a sombré dans la dépression à la suite d'un drame personnel. C'est alors qu'elle a rencontré Myron et ils se sont consolés ensemble. Après une période d'exil volontaire en Angola, elle est revenue aux États-Unis pour épouser Myron et reprendre sa carrière.

- Brooke Baldwin : cousine de Win, la mère de Rhys, le garçon encore porté disparu. Malgré les années, elle reste décidée à savoir ce qu'il est advenu de son fils et espère le revoir.